# Paroedura kloki
Paroedura kloki — вид геконоподібних ящірок родини геконових (Gekkonidae). Ендемік Мадагаскару. Описаний у 2018 році.

## Поширення і екологія
Paroedura kloki мешкають в провінції Махадзанга на півночі острова Мадагаскар.